# AS Stade Mandji
Die Association Sportive Stade Mandji ist ein gabunischer Fußballklub mit Sitz in der Hafenstadt Port-Gentil innerhalb der Provinz Ogooué-Maritime.

## Geschichte
Der Klub wurde im Jahr 1962 als Aigle Royal FC gegründet. Der erste Gewinn des Pokals gelang der Mannschaft in der Saison 1977/78 als Vertreter seiner Provinz gegen die Mannschaft aus Estuaire Espoirs du Como mit 2:0. Die gleiche Paarung spielte den Pokal in der Folgesaison aus, diesmal gewann Mandji 2:1. Danach blieb der Klub eine lange Zeit den obersten Spielklassen und weiteren Erfolgen im nationalen Pokal fern.
Am 20. Januar 2005 änderte der Klub seinen Namen in Stade Mandji. Zu dieser Saison spielte der Klub wieder in der höchsten Liga des Landes, dem Championnat National D1 und platzierte sich im Mittelfeld. 2008/09 gewann das Team erstmals die Meisterschaft. In der Vorrunde zur CAF Champions League 2010 unterlag man ASFA-Yennenga Ouagadougou aus Burkina Faso nach Hin- und Rückspiel mit 1:6.
In der Saison 2011/12 erreichte man mit 20 Punkten Platz 13. Und stieg ab. In der Folgesaison verlor man im entscheidenden Spiel um den Wiederaufstieg gegen den Port-Gentil FC mit 4:3 nach Elfmeterschießen. In der Saison 2015 erreichte man Platz eins des Poule A und stieg auf. Mit Platzierungen im Mittelfeld hält sich der Klub seither in der obersten Spielklasse.

## Erfolge
- Championnat National D1: 1
  - 2008/09
- Coupe du Gabon Interclubs: 2
  - 1977/78, 1978/1979